# فیلدیل (ویرجینیا)
فیلدیل (به انگلیسی: Fieldale) یک منطقهٔ مسکونی در ایالات متحده آمریکا است که در شهرستان هنری، ویرجینیا واقع شده‌است. فیلدیل ۴٫۲ کیلومتر مربع مساحت و ۸۷۹ نفر جمعیت دارد و ۲۴۷ متر بالاتر از سطح دریا واقع شده‌است.